# 노자키역 (오사카부)
노자키역(일본어: 野崎駅, のざきえき 노자키에키[*])은 일본 오사카부 다이토시에 위치한 서일본 여객철도의 역이다.

## 역 구조
상대식 승강장으로 2면 2선의 지상역이다. 역사는 교바시 방면 측에 있어 시조나와테 방면 승강장과는 과선교 및 지하도, 엘리베이터로 연결되고 있다. 이코카 및 제휴 교통카드의 사용이 가능하다.

### 승강장
| 1 | ■ 갓켄토시 선 (하행) | 교바시・기타신치・아마가사키 방면 |
| 2 | ■ 갓켄토시 선 (상행) | 시조나와테・마쓰이야마테          |

## 역사
- 1899년 5월 15일: 간사이 철도에 의해 임시 정거장으로 개업했다.
- 1907년 10월 1일: 국유화에 의해 일본국유철도의 소속이 되었다.
- 1909년 10월 12일: 노선명칭제정에 따라 가타마치 선의 소속이 되었다.
- 1912년 4월 21일: 보통역으로 승격되었다.
- 1932년 12월 1일: 전철화되었다.
- 1969년 2월 27일: 복선화.
- 1987년 4월 1일: 민영화에 의해 서일본 여객철도의 소속이 되었다.
- 2003년 11월 1일: 이코카의 사용이 개시되었다.

## 인접정차역
| 서일본 여객철도 가타마치 선 | 서일본 여객철도 가타마치 선   | 서일본 여객철도 가타마치 선 |
| --------------------------- | ----------------------------- | --------------------------- |
| 시조나와테 기즈 방면        | ■ 갓켄토시 선 구간쾌속 · 보통 | 스미노도 교바시 방면        |